# José Laurencio Silva (Falcón)
Silva is een gemeente in de Venezolaanse staat Falcón. De gemeente telt 37.900 inwoners. De hoofdplaats is Tucacas.